# Bonaventura Tecchi
Bonaventura Tecchi (Bagnoregio, 11 febbraio 1896 – Roma, 30 marzo 1968) è stato uno scrittore e germanista italiano.

## Biografia
Tecchi è stato un famoso saggista, esperto germanista e narratore italiano, laureato in lettere all'Università di Roma.
Dopo gli studi classici, nella prima guerra mondiale fu volontario nel 226º reggimento di fanteria della brigata Arezzo. Ebbe il grado di sottotenente, venendo decorato al valore militare. Nell'ottobre '17, durante la battaglia di Caporetto riportò una grave ferita al braccio destro e fu fatto prigioniero, ricoverato nell'ospedale di Rastatt e quindi internato al campo per ufficiali (Offizier Lager) di Celle-Lager, a nord di Hannover, ove condivise la prigionia con Ugo Betti, Carlo Emilio Gadda, Camillo Corsanego ed altri intellettuali. Questa esperienza (rievocata nel libro Baracca 15C del 1961) lo avvicinò alla germanistica e fu decisiva nella scelta di dedicarsi allo studio di questo mondo letterario.
Ottenne in seguito la cattedra di letteratura tedesca all'Università degli studi di Roma. Dal 1942 fu professore incaricato di Lingua e Letteratura tedesca presso l'Istituto Pareggiato di Magistero "Maria Ss. Assunta" di Roma.
Ebbe vari riconoscimenti letterari fra cui il premio Bancarella e il premio Bagutta d'argento nel 1959 con Gli egoisti. Dopo la guerra insieme a Giuseppe Cesetti, entrambi deputati provinciali di Viterbo, si dedicano alla rinascita del patrimonio storico della Tuscia danneggiato dai bombardamenti. Fu socio dal 1963 dell'Accademia dei Lincei. Fu presidente della IX Quadriennale Nazionale d'Arte di Roma (1965). 
Pubblicò una serie di romanzi, racconti e prose che avevano per oggetto problemi di natura morale e psicologica analizzati sotto un'ottica cristiana.

## Onorificenze
Cavaliere di gran croce dell'Ordine al merito della Repubblica italiana
-conferimento 27 dicembre 1963
 Grande ufficiale dell'Ordine al merito della Repubblica italiana -conferimento 30 dicembre 1952
 Croce al merito di guerra
 Medaglia commemorativa della guerra 1915-918 per il compimento dell'unità d'Italia

## Opere
- Il nome sulla sabbia, Milano, Treves, 1924; 1937.
- Wackenroder, Firenze, Solaria, 1927.
- Il dramma del Foscolo, Firenze, Solaria, 1927.
- Il vento tra le case. Racconti, Torino, Ribet, 1928; Roma, Tumminelli, 1946.
- Tre storie d'amore, Milano, Treves, 1931; Milano, Bompiani, 1960.
- Maestri e amici, Pescara, Tempo Nostro, 1934.
- I Villatauri, Milano, A. Mondadori, 1935.
- La signora Ernestina. Racconti e fantasie, Milano, Treves, 1936.
- Amalia, Milano, Treves, 1937.
- Idilli moravi, Milano, Garzanti, 1939.
- Giovani amici, Milano, Garzanti, 1940; 1948.
- Scrittori tedeschi del Novecento, Firenze, Parenti, 1941; Milano, Garzanti, 1944.
- La vedova timida; Antica terra, Roma, Tumminelli, 1942.
- Un'estate in campagna. Diario 1943, Firenze, Sansoni, 1945.
- L'isola appassionata, Roma, Einaudi, 1945; 1961.
- Vigilia di guerra 1940, Milano, Bompiani, 1946.
- Carossa, Napoli, Edizioni scientifiche italiane, 1947.
- La presenza del male, Milano, Bompiani, 1947.
- Giulio Salvadori, con Mario Cingolani, Roma, Istituto di studi romani, 1949.
- Sette liriche di Goethe, Bari, Laterza, 1949.
- Creature sole, Catania, Camene, 1950.
- Valentina Velier, Milano-Roma, Bompiani, 1950.
- Luna a ponente, Firenze, Vallecchi, 1955.
- L'arte di Thomas Mann, Torino, ERI, 1956; 1964.
- Le due voci, Roma, Casini, 1956.
- Officina segreta, Caltanissetta-Roma, Sciascia, 1957.
- Storie di bestie, Milano, Bompiani, 1958.
- Gli egoisti, Milano, Bompiani, 1959.
- Romantici tedeschi, Milano-Napoli, Ricciardi, 1959.
- Scrittori tedeschi moderni, Roma, Edizioni di storia e letteratura, 1959.
- Baracca 15C, Milano, Bompiani, 1961.
- Le fiabe di E. T. A. Hoffmann, Firenze, Sansoni, 1962.
- Morike, Caltanissetta-Roma, Sciascia, 1962.
- Pirandello e i romantici tedeschi, Roma, Istituto grafico Tiberino, 1962.
- Storie d'alberi e di fiori, Milano, Bompiani, 1963.
- Svevia, terra di poeti, Caltanissetta-Roma, Sciascia, 1964.
- Gli onesti, Milano, Bompiani, 1965.
- Goethe scrittore di fiabe, Torino, Einaudi, 1966.
- Tempesta e sereno, Milano, Mursia, 1966.
- Antica terra, Torino, Edizioni dell'albero, 1967.
- Il senso degli altri, Milano, Bompiani, 1968.
- La terra abbandonata, Milano, Bompiani, 1970.
- Resistenza dei sogni, Bologna, Boni, 1977.
- Tarda estate, Milano, Bompiani, 1980.
- La grazia sottile, Reggio Emilia, Città armoniosa, 1991.
- Taccuini del 1918. Sulla letteratura e sull'arte, Milano, Mursia, 1991. ISBN 88-425-0942-6.
- Epistolario, con Manara Valgimigli, Firenze, Cesati, 2005. ISBN 88-7667-202-8.
- Carteggio 1929-1968, con Marino Moretti, Roma, Edizioni di storia e letteratura, 2009. ISBN 978-88-6372-056-3.